# Luis Barúa Castañeda
Luis José Emiliano Barúa Castañeda (1928-Lima, 1984) fue un economista peruano.

## Biografía
Hijo de Fortunato Barúa Ugarte y Julia Castañeda Seminario.
Realizó sus estudios escolares en el Colegio Champagnat de Miraflores y en el Colegio San Luis de Barranco.
Estudió Economía en la Pontificia Universidad Católica del Perú. Siguió cursos de especialización en el Fondo Monetario Internacional en Washington D. C. y en la Comisión Económica para América Latina y el Caribe de Santiago de Chile.
Fue director de la División de Macroeconomía del Instituto Nacional de Planificación
Fue director general de Asuntos Económicos del Ministerio de Economía y Finanzas.
Fue miembro del directorio del Banco Central de Reserva del Perú de 1969 a 1974.
Desde 1970 hasta 1973, fue presidente del Directorio del Banco Popular. En 1973 fue nombrado como presidente del Directorio de la Corporación Financiera de Desarrollo.
En septiembre de 1975, juró como ministro de Economía y Finanzas. Permaneció en el cargo hasta 1977.
En 1978 fue nombrado como representante del Banco Interamericano de Desarrollo en Argentina.
Falleció en Lima en 1984, víctima de un ataque cardíaco.

## Publicaciones
- Pluralismo empresarial (1975)